# Karl Preuss
Karl Preuss o Carl Preuß fou un compositor alemany de la segona meitat del segle xviii.
Va pertànyer a l'orquestra de cambra de la cort britànica a Hannover i deixà tres quartets, per a piano dos violins i violoncel; Vermischte Oden und Lieder (1783), una col·lecció d'odes i cançons amb acompanyament de piano, i altres composicions instrumentals.